# Henricia asthenactis
Henricia asthenactis är en sjöstjärneart som beskrevs av Fisher 1910. Henricia asthenactis ingår i släktet Henricia och familjen krullsjöstjärnor. Inga underarter finns listade i Catalogue of Life.